# Asota concinnula
Asota concinnula är en fjärilsart som beskrevs av Paul Mabille 1875. Asota concinnula ingår i släktet Asota och familjen nattflyn. Inga underarter finns listade i Catalogue of Life.